# Immer und ewig (2018)
Immer und Ewig (internationaler Titel The Journey) ist ein Dokumentarfilm von Fanny Bräuning aus dem Jahr 2018. Der Film wurde von Hugofilm produziert. Darin porträtiert Bräuning ihre Mutter Annette, die seit 40 Jahren an Multipler Sklerose leidet, und ihren Vater Niggi, der sie seitdem pflegt.

## Inhalt
Das Rentner-Ehepaar Niggi und Annette bricht von Basel aus zu einem Road Trip nach Südeuropa auf. Annette ist wegen Multipler Sklerose seit 20 Jahren rund um die Uhr auf Hilfe angewiesen, zudem ist sie seit einem Koma vom Hals abwärts gelähmt. Niggi widmet sich seitdem ganz der Pflege seiner Frau und gab dafür seinen Beruf auf. Trotz allem wollen die beiden die weite Welt sehen: Sie haben einen Kleinbus umgebaut, sodass sie das Krankenbett mitnehmen können.

## Kritik
Das Lexikon des internationalen Films urteilte, der Dokumentarfilm gelange «zu einer ungewöhnlichen Nähe zu den Porträtierten und beeindruckt durch die Intensität bei der Beobachtung einer aussergewöhnlichen Beziehung». Schwächen zeige «der sehr differenzierte und seriöse Film nur dort, wo er die (ausschnittsweise) dargestellte Situation für allgemeingültige Aussagen in Anspruch nimmt».

## Auszeichnungen
- Schweizer Filmpreis 2020 Bester Dokumentarfilm
- Schweizer Filmpreis 2020 Beste Filmmusik (Olivia Pedroli)
- Schweizer Filmpreis 2020 Nominierung Beste Kamera (Pierre Mennel)
- Zürcher Filmpreis 2019 Bester Dokumentarfilm
- Jurypreis «Prix de Soleure» an den Solothurner Filmtagen 2019